# العقربانية
العقربانية  هي قرية فلسطينية من قرى الضفة الغربية في محافظة نابلس، وتقع شرق المدينة على ارتفاع 13 مترا تحت سطح البحر، وهي من البلدات المحتلة في حرب عام 1967. 

## التسمية
سميت بهذا الإسم نسبة إلى " العقربان" وهو اسم يطلق على ذكر العقرب. ويُعتقد أن التسمية جاءت بسبب انتشار العقارب في أراضي القرية.

## الجغرافيا
تقع القرية في شمال الضفة الغربية، يحدها من الشرق فروش بيت دجن، ومن الجنوب بيت دجن ودير الحطب ومن الغرب الباذان، ومن الشمال النصارية وبيت حسن. تبلغ مساحة القرية حوالي 13,574دونما.

## ادارة القرية
تم تأسيس مجلس قروي عام 1994، يتكون من 9 أعضاء وتم تعيينهم من قبل السلطة الوطنية الفلسطينية. 

## السكان
وفقاً لبيانات الجهاز المركزي للإحصاء الفلسطيني بلغ عدد سكان القرية في منتصف عام 2017 حوالي 931 نسمة. وفي تعداد 2007، بلغ عدد سكان القرية 986 نسمة، منهم 487 ذكور و499 إناث يعيشون في 157 أسرة داخل 196 وحدة سكنية. أغلب سكان القرية يعود أصلهم إلى قرى فلسطينية مختلفة منها قرية كفر قليل، قرية سالم وقرى أخرى في الأراضي المحتلة عام 1948.

## السياحة والأثار
المساجد والمقامات الدينية
- مسجد زيد بن حارثة
- مسجد معاذ بن جبل

الخرب والأثار
- منطقة تل الفخار

## الاقتصاد
يعتمد الإقتصاد في القرية على عدة قطاعات واهمها قطاع الزراعة حيث يستوعب هذا القطاع حوالي 86.5% من القوى العاملة في القرية. لكنه يواجه بعض العقبات منها عدم توفير رأس مال كافي للمزارعين وعدم توفير خطوط مياه ناقلة إلى جميع الأراضي الزراعية، قلة الجدوى الإقتصادية من العمل في القطاع الزراعي ويعمل 10% من السكان في الوظائف الحكومية، بينما 1.5 يعملون في الداخل المحتل و1% في قطاع التجارة، 1% في قطاع الخدمات.          

## التعليم
بلغت نسبة الأمية بين سكان قرية العقربانية عام 2007 حوالي 11.8% حيث شكلت نسبة الإناث منها 69.8% اما بالنسبة للمستويات التعليمية بين السكان المتعلمين فقد توزعت كالتالي, 20.8% يستطيعون القراءة و 31.4% أنهوا دراستهم الابتدائية، 20.3% أنهوا دراستهم الإعدادية و 10.5% انهوا دراستهم الثانوية، 5.1% انهوا الدراسات العليا.  

## المؤسسات والخدمات
لا توجد في قرية العقربانية اي مؤسسات حكومية ولكنها تضم عدداً من المؤسسات المحلية والجمعيات الأهلية التي تقدم خدمات متنوعة في المجالات الثقافية والرياضية والاجتماعية ومن ابرزها المجلس القروي و مركز النسوية العقربانية.  

## القطاع الصحي
لا توجد في القرية اي مرافق صحية، وفي حالات الطوارئ يتوجه السكان إلى مركز الناصرية الحكومي او إلى المركز الصحي التابع لوكالة الغوث في قرية الناصرية. ويواجه القطاع الصحي في القرية الكثير من العقبات أبرزها عدم وجود مركز صحي داخل القرية وصعوبة تنقل المرضى إلى المراكز الصحية في قرية الناصرية بسبب قلة المواصلات، عدم توفير سيارة إسعاف لنقل الحالات الطارئة، عدم توفير عيادات خاصة للأطباء داخل القرية.  

## القرية بعد 1967
تم تقسيم القرية إلى منطقتين، هما المنطقة (ب) والمنطقة (ج). وتبلغ مساحة المنطقة (ب) حوالي 13,299 دونماً، وهو ما يمثل 98% من إجمالي مساحة القرية. وفي هذه المنطقة، تمارس السلطة الوطنية الفلسطينية السيطرة الكاملة على الشؤون المدنية، في حين تسيطر إسرائيل على الأمن. ومن ناحية أخرى، تبقى المنطقة (ج)، والتي تشكل 275 دونماً أو 2% من المساحة الكلية، تحت السيطرة الإسرائيلية الكاملة من حيث الشؤون الأمنية والإدارية. في المنطقة (ج)، يُحظر على الفلسطينيين البناء وإدارة الأراضي ما لم يتم الحصول على ترخيص أو تصريح من الإدارة المدنية الإسرائيلية. غالبية سكان العقربانية يقيمون في المنطقة (ب). 